# Józef Grzegorz Różański
Józef Grzegorz Różański (ur. 12 marca 1906 w Kołomyi, zm. 26 grudnia 1981 w Londynie) – oficer piechoty Wojska Polskiego II RP i Polskich Sił Zbrojnych, podpułkownik, działacz niepodległościowy na emigracji w Wielkiej Brytanii.

## Życiorys
Urodził się 12 marca 1906 roku w Kołomyi jako syn Edwarda i Franciszki Stadniczenko. Skończył Seminarium Nauczycielskie w Stanisławowie. Po zdaniu matury odbył służbę wojskową jako elew w Batalionie Podchorążych Rezerwy Piechoty Nr 6 w Zaleszczykach. Następnie jako podchorąży rezerwy został przyjęty do Szkoły Podchorążych Piechoty w Ostrowi Mazowieckiej.
15 sierpnia 1930 roku Prezydent RP mianował go podporucznikiem ze starszeństwem z dniem 15 sierpnia 1930 roku i 104. lokatą w korpusie oficerów piechoty, a Minister Spraw Wojskowych przydzielił go do 54 pułku piechoty Strzelców Kresowych w Tarnopolu. Następnie został odkomenderowany do Centrum Wychowania Fizycznego w Warszawie. Po jego ukończeniu został oddelegowany, jako instruktor wychowania fizycznego, do Szkoły Podchorążych Piechoty w Różanie nad Narwią. Był tam dowódcą 2 kompanii, a następnie instruktorem w Ośrodku Wyszkolenia Rezerw Piechoty. Z dniem 1 sierpnia 1938 został przeniesiony do 5 pułku Strzelców Podhalańskich na stanowisko dowódcy kompanii przeciwpancernej.
Otrzymał awans na kapitana oraz wziął udział w akcji Zaolzie i kampanii wrześniowej. Przekroczył granice węgierską 18 września 1939 roku. Przedostał się następnie do Francji, gdzie w Paryżu zgłosił się do Wojska Polskiego.
Po weryfikacji stopnia dostaje przydział do 4 pułku piechoty na stanowisko dowódcy kompanii broni towarzyszącej. Wraz z grupą oficerów zostaje odkomenderowany z Francji do Samodzielnej Brygady Strzelców Karpackich w Syrii. Następnie z Brygadą przechodzi do Palestyny 26 czerwca 1940 roku. W styczniu 1941 roku został przydzielony do samodzielnego dywizjonu artylerii przeciwpancernej na stanowisko dowódcy 2 baterii. Odbył całą kampanię libijską, przechodząc przez Palestynę, Egipt, Marsa, Maruch, Tobruk, Gazalę, Sidi, Rezegh. Od maja 1942 roku pełnił służbę w 3 Dywizji Strzelców Karpackich, w której został dowódcą 3 batalionu broni pancernej (?), a później dowódcą dywizjonu artylerii przeciwpancernej.
12 maja 1944 roku ląduje w Tarencie i bierze udział w akcjach bojowych pod Monte Cassino do Linii Gotów. 1 września 1944 roku za wierną służbę i czyny bojowe został mianowany majorem. 22 października 1944 roku został przeniesiony na Kurs Dowódców Baonów w Benewencie. Następnie jako zastępca dowódcy 9 batalionu Strzelców Karpackich walczy pod Senio, aż do Bolonii, którą wraz ze swoim oddziałem zdobywa, jako dowódca oddziału wydzielonego.
Ze wspomnień uczestnika walk księdza Rafała Grzondziela:

W walce o Bolonię 9 Batalion Strzelców Karpackich pod dowództwem grupy pościgowej Józefa Grzegorza Różańskiego otrzymał rozkaz – dojść i zająć miasto. Oddziały włoskie miały uchwycić przyczółek Idice. Podczas odprawy stwierdzono, że artyleria nie może zapewnić żołnierzom ochrony – zasięg ognia kończy się na S. Lazzaro. Musimy więc iść cicho, szybko i ostrożnie, żeby zaskoczyć nieprzyjaciela, co będzie jedyną szansą powodzenia. Nagle nieprzyjaciel zaczyna okładać domek odprawy ciężką artylerią. Dowódca Baonu major Różański mówi: „Niech wam towarzyszy szczęście żołnierskie – To dla Polski! Dajcie z siebie wszystko”.
Próba zdobycia przyczółka przez Włochów okazała się porażką. Idziemy wciąż naprzód, trzymając się cienistej strony drogi. Już domy to Idice! Niczym koty skradamy się pod osłoną nocy. Jest 4.15 gdy 4 Kompania jest na drugim brzegu. Chwila ubezpieczonego postoju, brak łączności z Baonem radiostacja została gdzieś w tyle, skończył się drut. Krótka narada wodzów. Już postanowiono. Posuwać się dalej ostrożnie. Ubezpieczyć się z lewej i z prawej i iść. Roztrząsamy między sobą, major Różański, kapitan Nowak, porucznik Biliński-Stalgis i ja. Jeśli w pułapkę wleziemy? To bić i koniec! Każdy ma swoje miejsce. A iść trzeba szybko, bo z tego co widać nikt nas się tu nie spodziewa.
Już szarzeje. Godzina 05.10. Wchodzimy na przedmieście Bolonii – Deumeadonne. Że też nikogo nie ma z cywilów, by móc zasięgnąć języka. Nagle strzały na naszych tyłach – meldunek – to Niemcy. Trwamy na stanowiskach – walka trwa. Pluton podporucznika Witkowskiego otrzymał rozkaz rozbrojenia nieprzyjaciela i pociągnięcia z nim razem za czołem. Ruszamy, robi się jasno – do śródmieścia Bolonii. Jest godzina 5.30. Po prawej strony przy ziemi, pokrzywiona tablica i na niebieskim tle napis: Bologna. Na rozwalonym wiadukcie kolejowym przygląda nam się kilka postaci. Zlatują gdzieś w dół. Za chwilę jest iż ich kilkanaście. A my szykiem patrolowym, idąc obiema stronami szosy, zbliżamy się do nich.
Poznali. Już biegną. Pytają:
- „Americani, Inglesi?”
- Nie! Polacchi my są!
- Benventui! Viva nostri liberation! Viva Polonia!

Otwierają się wszystkie drzwi i okna. W szlafrokach w bieliźnie, jak kto stał, ciśnie się bliżej, zobaczyć tych na których tak długo czekali. A my idziemy wciąż naprzód, ot zwykła piechota w coraz większym tłumie, który się już gorączkuje. Przed nami chorągiew polska, a wokoło morze głów i rąk uniesionych w pozdrowieniu. O godzinie 6.00 otwierają się przed nami drzwi do pałacu ratusza i wchodzimy do sali prezydialnej magistratu. Polska chorągiew załopotała na balkonie na którym stanęli major Różański, kapitan Nowak, porucznik Biliński-Stalgis i ja. Po chwili dołączył pułkownik Perkowicz, z dowództwa zgrupowaniu „RUD”.
Do wiwatującego tłumu przemawiam po włosku:
„Jesteśmy oddziałem Wojska Polskiego, Polakami. Polska chorągiew jest biało czerwona, przynieśliśmy wam wolność”
A tłum wznosił niemilknące okrzyki: Eviva Polonia, Viwa nostri Liberatori! Biło-czerwona chorągiew zostaje zawieszona na 104 metrowej wieży Torre degli Asinelli na znak, że Polacy zajęli miasto, pierwsi do niego wkraczając. Jest godzina 8.00. Była to ostatnia bitwa 2 Korpusu, która zajęciem Bolonii zdecydowanie położyła kres Niemcom w Italii.

Po zdobyciu Bolonii na jego rozkaz została wywieszona polska flaga na wieży najwyższego budynku w mieście. Miasto ofiarowało wyzwoleńcom medale honorowe a dowódcom, w tym kapitanowi Józefowi Grzegorzowi Różańskiemu, obywatelstwo honorowe. Z dniem 1 sierpnia 1946 roku został dowódcą 6 Batalionu Strzelców Karpackich, z którym przybył do Wielkiej Brytanii. Po demobilizacji przeszedł do życia cywilnego osiedlając się w Londynie.
Po wojnie odnalazł syna i żonę, i sprowadził ich do Wielkiej Brytanii. Koleje losu podpułkownika Różańskiego na emigracji były bardzo złożone i trudne. Aby utrzymać rodzinę pracował fizycznie na nocne zmiany. Jednocześnie oddawał się pracy społecznej, był członkiem Koła Szkoły Podchorążych Piechoty, Koła Brygady Karpackiej. Od 1952 roku pracował w londyńskiej Komisji Skarbu Narodowego. Za pracę społeczną i niepodległościową został odznaczony Złotym Krzyżem Zasługi i Krzyżem Kawalerskim Orderu Odrodzenia Polski. Zmarł 26 grudnia 1981 roku. Został pochowany na londyńskim cmentarzu Streatham Park Cemetery.

## Ordery i odznaczenia
- Krzyż Srebrny Orderu Wojennego Virtuti Militari
- Krzyż Kawalerski Orderu Odrodzenia Polski
- Krzyż Walecznych trzykrotnie
- Złoty Krzyż Zasługi
- Krzyż Pamiątkowy Monte Cassino
- Medal Wojska
- Brązowa Gwiazda - otrzymał z rąk generała Marka W. Clarka